# 19. etape af Tour de France 2007
Nittende etape af Tour de France 2007 var en 55,5 km lang enkeltstart som gik fra Cognac til Angoulême.
- Etape: 19
- Dato: 28. juli
- Længde: 55,5 km
- Gennemsnitshastighed: 53,1 km/t

## Resultatliste

### 1. mellemtid, Sigogne, 17,5 km
Gennemsnitsfart: 53,6 km/t
|   | Navn             | Land       | Hold              | Tid    |
| - | ---------------- | ---------- | ----------------- | ------ |
| 1 | Levi Leipheimer  | USA        | Discovery Channel | 19.36  |
| 2 | Cadel Evans      | Australien | Predictor-Lotto   | + 0.14 |
| 3 | Alberto Contador | Spanien    | Discovery Channel | + 0.36 |
| 4 | Vladimir Karpets | Rusland    | Caisse d'Epargne  | + 0.39 |
| 5 | Kim Kirchen      | Luxembourg | T-Mobile          | + 0.41 |

### 2. mellemtid, Saint-Genis-d'Hiersac, 35 km
Gennemsnitsfart: 52,9 km/t
|   | Navn              | Land       | Hold              | Tid    |
| - | ----------------- | ---------- | ----------------- | ------ |
| 1 | Levi Leipheimer   | USA        | Discovery Channel | 39.44  |
| 2 | Cadel Evans       | Australien | Predictor-Lotto   | + 0.35 |
| 3 | Vladimir Karpets  | Rusland    | Caisse d'Epargne  | + 1.13 |
| 4 | Yaroslav Popovych | Ukraine    | Discovery Channel | + 1.28 |
| 5 | Alberto Contador  | Spanien    | Discovery Channel | + 1.29 |

### Mål
Gennemsnitsfart: 53,1 km/t
|    | Navn                | Land       | Hold              | Tid     |
| -- | ------------------- | ---------- | ----------------- | ------- |
| 1  | Levi Leipheimer     | USA        | Discovery Channel | 1:02.45 |
| 2  | Cadel Evans         | Australien | Predictor-Lotto   | + 0.51  |
| 3  | Vladimir Karpets    | Rusland    | Caisse d'Epargne  | + 1.56  |
| 4  | Yaroslav Popovych   | Ukraine    | Discovery Channel | + 2.00  |
| 5  | Alberto Contador    | Spanien    | Discovery Channel | + 2.19  |
| 6  | José Iván Gutiérrez | Spanien    | Caisse d'Epargne  | + 2.26  |
| 7  | George Hincapie     | USA        | Discovery Channel | + 2.32  |
| 8  | Óscar Pereiro Sio   | Spanien    | Caisse d'Epargne  | + 2.35  |
| 9  | Leif Hoste          | Belgien    | Predictor-Lotto   | + 2.48  |
| 10 | Mikel Astarloza     | Spanien    | Euskaltel         | + 2.49  |